# Àcid perclòric

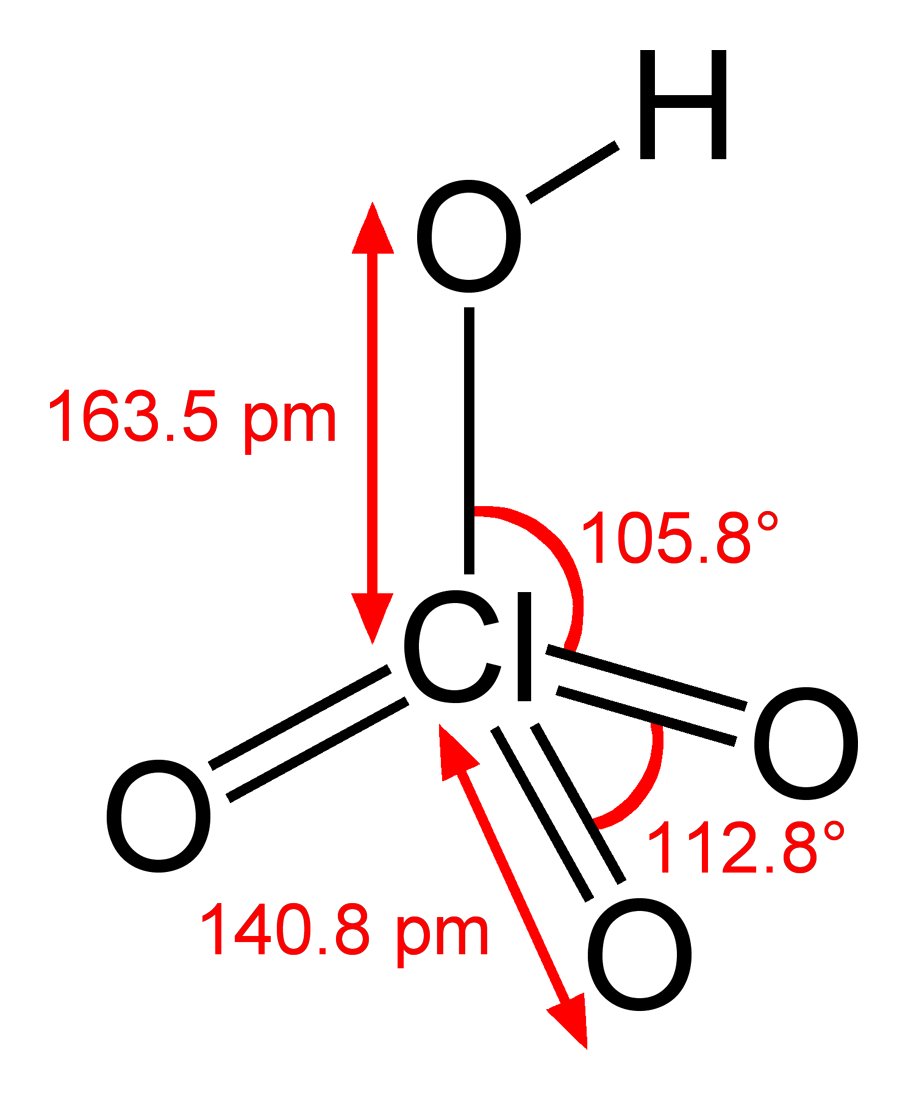
Estructura

L'àcid perclòric és un compost inorgànic amb la fórmula HClO₄. Normalment es presenta en solució aquosa, és un compost incolor i és un àcid més fort que l'àcid sulfúric o l'àcid nítric. És un potent oxidant, però en solució aquosa del 70% aproximadament es considera segur. L'àcid perclòric és útil per a preparar sals de perclorat, especialment el perclorat d'amoni que és un combustible per als coets. En general l'àcid perclòric és perillosament corrosiu i ràpidament forma mescles explosives.

## Producció
L'àcid perclòric es produeix industrialment per dues vies. El mètode tradicional fa servir perclorat de sodi (209 g/100 mL a temperatura d'una habitació):
NaClO₄ + HCl → NaCl + HClO₄
La via alternativa fa servir l'oxidació del clor aquós en un elèctrode de platí.

## Propietats
L'àcid perclòric anhidre és un líquid oliós a temperatura ambient. Forma com a mínim cinc hidrats. L'àcid perclòric forma un azeotrop amb l'aigua, que en aquesta forma és estable.
La deshidratació de l'àcid perclòric dona diclorur d'heptaoxigen que encara és més perillós:
2 HClO₄ + P₄O10 → Cl₂O₇ + "H₂P₄O11"

## Usos
L'àcid perclòric es produeix principalment com un precursor del perclorat d'amoni, usat com combustible de coets. Cada any se'n produeixen diversos milions de quilos.

### Com àcid
L'àcid perclòric és un superàcid, és un dels àcids més forts segons la teoria àcid-base de Brønsted i Lowry. El seu pKa és −10. Proporciona una forta acidesa amb interferència mínima perquè el perclorat és feblement nucleòfil.